# Коритищанська сільська рада
Коритищанська сільська рада — колишня адміністративно-територіальна одиниця та орган місцевого самоврядування в Ярунському (Пищівському) районі Волинської округи, Київської та Житомирської областей Української РСР з адміністративним центром у селі Коритища.

## Населені пункти
Сільській раді на час ліквідації були підпорядковані населені пункти:
- с. Будища
- с. Коритища

## Населення
Кількість населення ради, станом на 1923 рік, становила 1 144 особи, кількість дворів — 145.

## Історія та адміністративний устрій
Створена 1923 року в складі с. Коритища та хутора Будища Жолобенської волості Новоград-Волинського повіту Волинської губернії. 7 березня 1923 року увійшла до складу новоствореного Пищівського (згодом — Ярунський) району Житомирської (згодом — Волинська) округи.
Станом на 1 вересня 1946 року сільська рада входила до складу Ярунського району Житомирської області, на обліку в раді перебували села Будища та Коритища.
Ліквідована 11 серпня 1954 року, відповідно до указу Президії Верховної ради Української РСР «Про укрупнення сільських рад по Житомирській області», територію та населені пункти ради приєднано до складу Жолобненської сільської ради Ярунського району Житомирської області.